# Badlands (musikgrupp)
Badlands var ett amerikanskt rockband som bildades 1988 av gitarristen Jake E. Lee, efter att han lämnat Ozzy Osbournes band. Bandet spelade en mer bluesorienterad rock än vad Lee spelat med Ozzy. 
Utöver Lee ingick ursprungligen även de tidigare Black Sabbath-medlemmarna Ray Gillen (sång) och Eric Singer (trummor) samt Greg Chaisson (basgitarr). Efter debutalbumet Badlands (1989) byttes Singer ut mot Jeff Martin. Gillen lämnade bandet efter uppföljaren Voodoo Highway (1991) och ersattes av John West, bandet upplöstes dock 1993. 1998 gavs ytterligare ett album ut, Dusk, innehållande låtar inspelade 1992–1993.

## Diskografi
Album
- 1989 – Badlands
- 1991 – Voodoo Highway
- 1998 – Dusk

Singlar
- 1989 – "Dreams in the Dark"
- 1989 – "Winter's Call"
- 1991 – "The Last Time"
- 1991 – "Whiskey Dust"
- 1991 – "Soul Stealer"
- 1991 – "Time Goes By"